# Эванс, Арт
Артур Джеймс Эванс (англ. Arthur James Evans; 27 марта 1942, Беркли, Калифорния — 21 декабря 2024, Лос-Анджелес, Калифорния) — американский актёр.

## Биография
Эванс родился 27 марта 1942 года в Беркли, Калифорния. Карьеру актёра начал в 1972 году в Лос-Анджелесе.
В 1965 году Эванс снялся в фильме «The Amen Corner». Его первой крупной актёрской работой была роль в фильме «Клодин» в 1974 году. Одной из ранних ролей Эванса была роль в фильме Джона Карпентера «Кристина», снятом по роману Стивена Кинга. В 1984 году Эванс снялся в драматическом фильме «История солдата».
Одной из крупнейших ролей Эванса в кино стала роль Лесли Барнса в боевике «Крепкий орешек 2» (1990), в котором он сыграл сотрудника диспетчерской вышки в международном аэропорту имени Даллеса, который помогает персонажу Брюса Уиллиса помешать террористам уничтожать самолеты.
Фильмография актёра также включает роли в кинокартинах «В ночи» (1985), «Ночь страха» (1985), «Безжалостные люди» (1986), «Трущобы» (1990), «Чужая территория» (1992), «СиБи 4: Четвёртый подряд» (1993), «Горький итог» (1993), «Истории из морга» (1995) и «Городская полиция» (1997). Он также много появлялся в различных телевизионных шоу.
Самой узнаваемой телевизионной ролью Эванса была роль мистера Джонсона в сериале 1987 года «Другой мир».
В 2011 году Эванс появился в качестве гостя в ситкоме «Последний настоящий мужчина».
Скончался 21 декабря 2024 года в Лос-Анджелесе, штат Калифорния, в возрасте 82 лет от диабета.